# Banco Econômico
O Banco Econômico foi um banco brasileiro. Com sede em Salvador, fundado em 13 de julho de 1834, era o banco privado mais antigo do Brasil quando sofreu intervenção pelo Banco Central do Brasil em 1995.
Enquanto seu controlador e principal acionista Ângelo Calmon de Sá culpou o Plano Real pela intervenção (chamando-a de "capricho ainda não explicado" do governo FHC), o Banco Central sustentou que o Econômico sofria de gestão temerária por parte de Calmon de Sá e que desde 1989 se encontrava com patrimônio negativo e balanços supostamente maquiados. Apesar disso, o Banco Central se viu impedido de atuar contra o Econômico graças ao poder e influência política de Calmon de Sá (ex-ministro nas gestões Geisel e Collor e ex-presidente do Banco do Brasil na gestão Médici). A intervenção tardia do Banco Central no Econômico causou um prejuízo de 3 bilhões de reais ao governo federal.

## História

### Caixa Econômica da Bahia

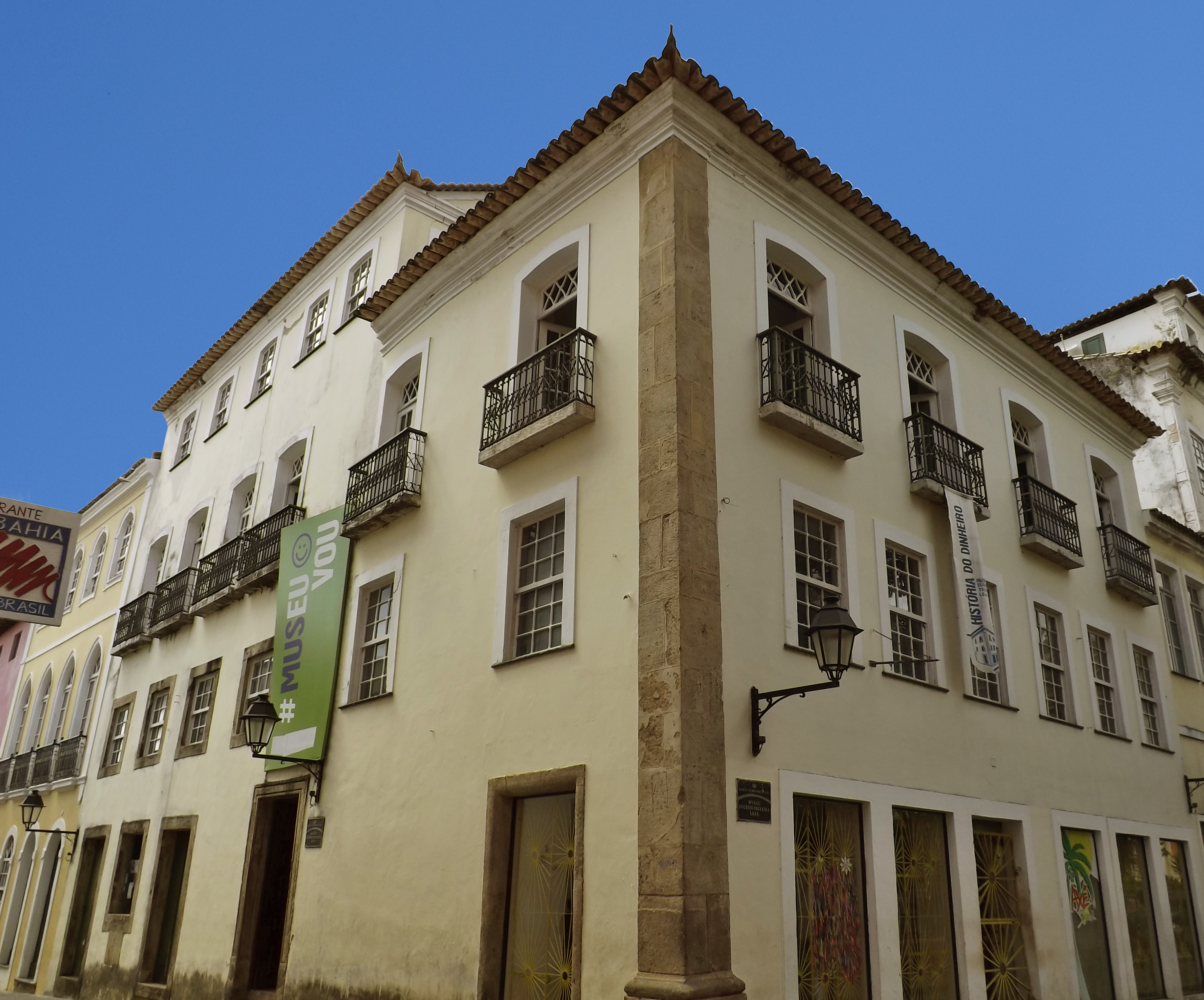
Primeira sede da Caixa Econômica da Bahia e do Banco Econômico da Bahia. Desde 1959 abriga o Museu Numismático Eugênio Teixeira Leal.

Em 13 de julho de 1834 um grupo de 171 cidadãos baianos fundou a Caixa Econômica da Bahia, com sede na Rua do Açouguinho, número 1 em Salvador. Para a formação da Caixa Econômica, o tenente-coronel Manuel Coelho de Almeida Sande convocou uma reunião com o objetivo de levantar um fundo de 1:200$000 réis, o mínimo necessário para a constituição da nova empresa. Foram oferecidas inicialmente quatro mil ações com preço de $300 para a sociedade baiana. No fim, os 171 acionistas iniciais acabaram adquirindo  31372 ações, perfazendo um capital inicial de 9:411$600 réis para a Caixa Econômica da Bahia.
Durante a Sabinada, a Caixa Econômica da Bahia foi invadida e saqueada em 7 de novembro de 1837. O prejuízo causado foi de 5:979$831 réis, com a maior parte do saque concentrado em peças de ouro e prata guardadas na seção de penhor da instituição. Após a notícia do saque, dezenas de correntistas e clientes do penhor iniciaram uma corrida para sacar seus recursos, ameaçando a existência da instituição que acabou interrompendo suas atividades. Com o fim da revolta e o restabelecimento das atividades econômicas, a Caixa Econômica da Bahia conseguiu sobreviver (embora com uma queda de 120 contos de réis em seu capital, que passou de 900 contos para 780 contos de réis).
A sede mais tarde foi transformada no Memorial do Banco Econômico, formado pelo Museu Eugênio Teixeira Leal, a Biblioteca Innocêncio Calmon e o Arquivo Histórico, que sobrevivem até os dias de hoje.
O lema do Banco era "Economia, Perseverança e Socorro nas Dificuldades”.

### Banco Econômico da Bahia

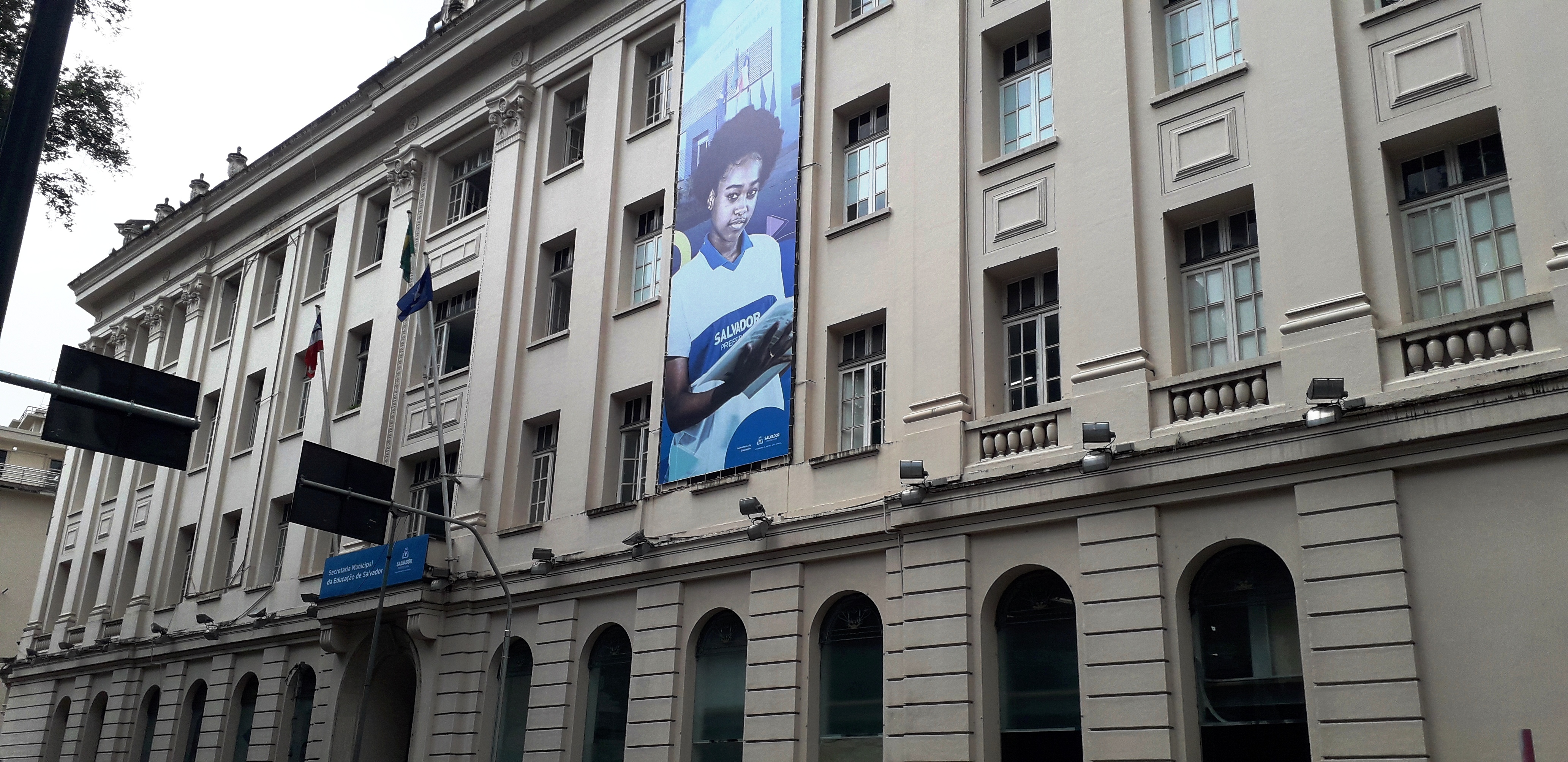
Edifício Nobre, sede do Banco Econômico entre 1928 e 1984. Atualmente abriga a Secretaria Municipal de Educação de Salvador e uma filial do Banco do Nordeste.

Em 1910, foi vendido para o político e banqueiro Francisco Marques de Góis Calmon.
Em 1968 incorporou o Banco Meridional, antes Banco Sinimbu, com agências em Porto Alegre e Santa Cruz do Sul.

### Banco Econômico S/A

#### Expansão

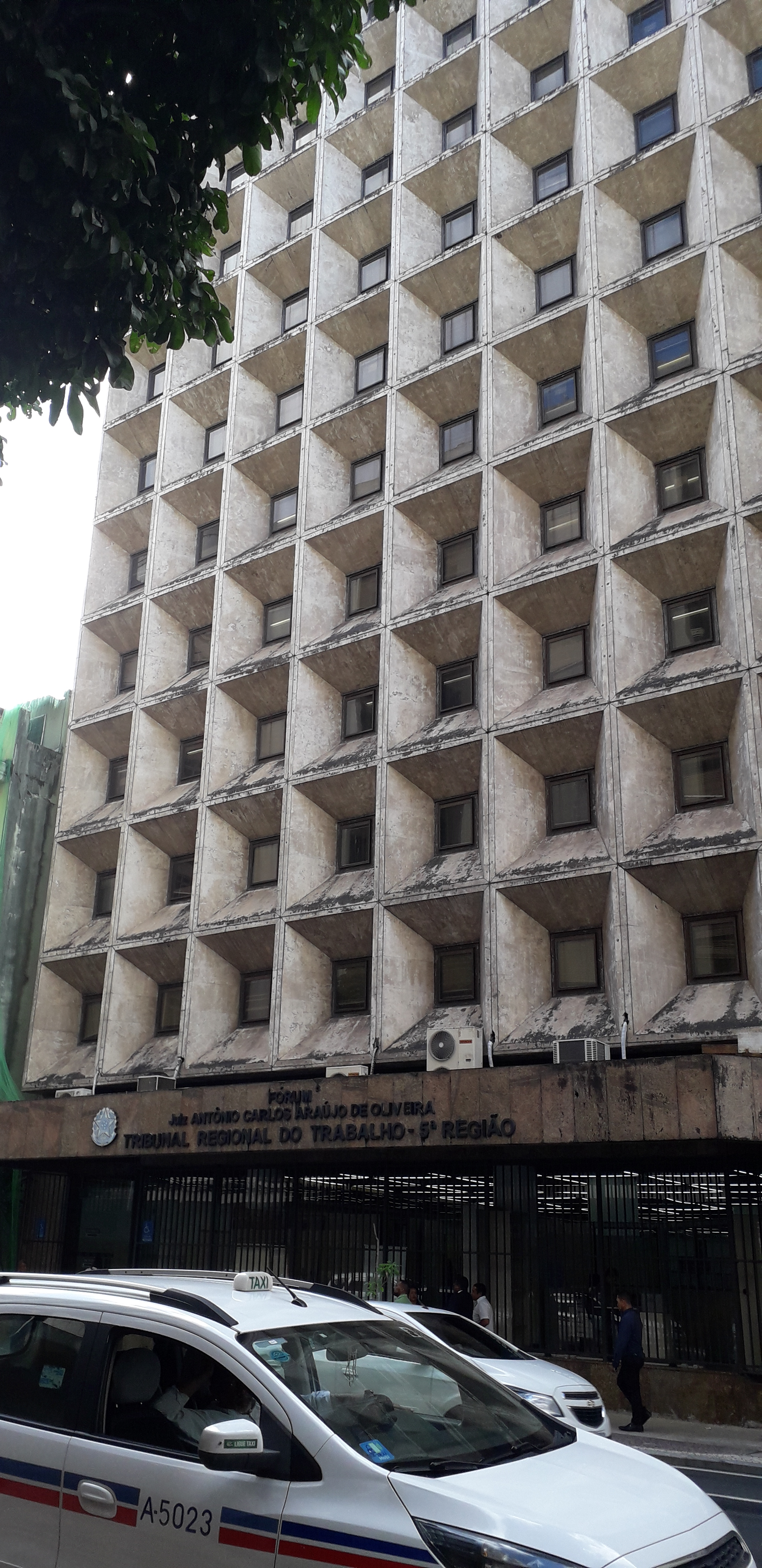
Edifício Góes Calmon, sede do Banco Econômico entre 1984 e 1995. Atualmente é sede do Tribunal Regional do Trabalho da 5ª Região.

Em 1970 o Econômico se encontrava estagnado, ocupando o modesto 39º lugar entre os maiores bancos do país. Naquele momento seu diretor superintendente João Augusto Calmon Du Pin e Almeida havia deixado cargo, sendo substituído por Alberto Martins Catharino. Com novas baixas na diretoria do banco, três novos diretores são nomeados em julho de 1971. Entre eles está Ângelo Calmon de Sá. Calmon de Sá passou a coordenar os trabalhos do banco e em seis meses o Econômico passou do 39º para o 32º lugar. Incentivado pela política econômica vigente, o Econômico passou a estudar a aquisição de bancos menores. Em 1972 foram adquiridos o Banco S. Gurgel e o Banco de Comercio e Industria de Pernambuco. Com essa última aquisição, o Banco Econômico da Bahia alterou sua denominação para Banco Econômico S/A. Após a fracassada tentativa de aquisição do Banco da Bahia, o Econômico adquiriu o Banco Novo Mundo em 1974.
| Rede de Agências do Banco Econômico S/A | Rede de Agências do Banco Econômico S/A |
| Ano                                     | Agências                                |
| --------------------------------------- | --------------------------------------- |
| 1972                                    | 104                                     |
| 1973                                    | 118                                     |
| 1976                                    | 205                                     |
| 1981                                    | 300                                     |

#### Tentativa de aquisição do Banco da Bahia
No início dos anos 1970 o Econômico passou a adquirir ações do Banco da Bahia, de Clemente Mariani, visando alcançar uma posição que lhe permitisse posteriormente uma tomada do controle acionário daquele banco (takeover). O movimento chegou a ser tratado pelo mercado e imprensa como preparativos para uma futura fusão entre o Econômico e o Bahia (inicialmente negada por Mariani), incentivada pelo governador baiano Antonio Carlos Magalhães (ACM). Caso a fusão entre o Bahia e o Econômico ocorresse, o novo banco surgido passaria a ser o 9º maior do país.
Liderado por Calmon de Sá, o movimento de aquisição de ações foi descoberto por Mariani que passou a ampliar o capital do Banco da Bahia e chegou a admitir uma proposta de fusão. Naquela época, os acionistas do Banco da Bahia eram "perseguidos" nas ruas de Salvador por pessoas ligadas ao Econômico interessadas em adquirir suas ações.
Quando o Econômico alcançou o controle de 42% das ações do Banco da Bahia, Mariani decidiu vender o banco para o Bradesco. A incorporação do Banco da Bahia pelo Bradesco gerou protestos de ACM (contrário a venda do banco a um grupo de fora do estado) e deixou o Econômico em situação delicada, com grande parte dos seus recursos imobilizados em ações do Bahia. Em represália ao negócio, o governo da Bahia cancelou todos os seus negócios e fechou todas as suas contas no Bradesco e no Banco da Bahia. Ao mesmo tempo, três agências do Bradesco em Salvador foram apedrejadas Para salvar as finanças do Econômico, ACM convenceu o governo Médici a obrigar o Bradesco a adquirir todas as ações do Banco da Bahia em posse do Econômico.

#### Crise dos cheques
Em 10 de agosto de 1976 a imprensa noticiou com destaque que o Banco Econômico não endossou mais de duzentos milhões de cruzeiros em cheques administrativos emitidos por sua agência Ouvidor, no Rio de Janeiro. Esses cheques não endossados pertenciam ao Banco Intercontinental de Investimentos (Cr$ 105 milhões) e a Sociedade Corretora Paulista-Socopa (Cr$ 95 milhões). O Banco Econômico recusou o pagamento dos cheques e atribuiu a sua emissão ao gerente da agência Ouvidor, no Rio de Janeiro, que foi acusado pelo banco de emitir os cheques sem autorização da diretoria. As investigações do Banco Central descobriram um esquema maior de desvio de recursos para financiar as atividades do Grupo Rio, instituição financeira atuante no mercado imobiliário. Após a intervenção do Banco Central no Grupo Rio, foi descoberto que alguns bancos de investimento e outras instituições financeiras foram usadas para a venda de títulos e letras frias do Grupo Rio, em um prejuízo de Cr$ 250 milhões.
Até então os bancos brasileiros nunca haviam deixado de endossar cheques administrativos. A situação inédita causou a paralisação temporária no mercado. O Banco Central interveio na crise e ofereceu crédito suficiente para as instituições lesadas recuperassem suas finanças. Controlada na época pelo Adela Investment Company, a Socopa recusou os recursos e preferiu ingressar com uma ação na justiça contra o Banco Econômico pleiteando indenização. Em 1981 o Supremo Tribunal Federal decidiu pela culpa parcial do Econômico, permitindo uma indenização menor que a pleiteada pela Socopa e sem correção de juros.
Por conta da crise dos cheques, o Econômico perdeu naquele momento a função de dealer, que havia sido delegada para a instituição pelo Banco Central.

### Crise e intervenção do Banco Central
Em 1989 o Banco Central (BC) apresentou um relatório confidencial ao governo brasileiro classificando a gestão de Calmon de Sá sobre o Econômico como temerária. Naquela época a seção regional do BC em Salvador havia aberto diversos processos por empréstimos irregulares a empresas ligadas a diretores do Econômico, descumprimento de normas e falta de transparência. No ano seguinte, novo relatório elaborado pela fiscalização do BC recomendava uma intervenção no Econômico. O relatório acabou rechaçado e arquivado pela diretoria do BC. Ao mesmo tempo Calmon de Sá realizou cerca de 2,5 milhões de dólares em contribuições para candidatos nas Eleições gerais no Brasil em 1990 e passou a se aproximar do Governo Collor.
Visando modernizar o Econômico, Calmon de Sá criou seis vice-presidências e passou a dividir a gestão do banco. Entre 1989 e 1990 foram investidos 30 milhões de dólares na modernização de suas 331 agências. Ocupando o 20º lugar entre as maiores instituições em volume de empréstimos, o Econômico projetava estar no 5º lugar em 1995. No ano de 1991 o Econômico teve seu pior resultado dos últimos dez anos, com um lucro de 20 milhões de dólares. Seis meses depois, Calmon de Sá foi nomeado pelo governo Collor para a Secretaria de Desenvolvimento Regional.
Apesar do cargo com status de ministro, Calmon de Sá não pôde evitar que em 1993 o BC suspendesse as operações do Econômico por 90 dias com o Convênio de Credito Recíproco da Associação Latino-Americana de Integração (Aladi). A concessão de empréstimos sem exigência de garantia a amigos e parentes de Calmon de Sá também contribuía para ampliar os prejuízos do Econômico. Para Nascimento Brito, dono do Jornal do Brasil que tencionava abrir uma emissora de televisão, o Econômico emprestou cerca de 100 milhões de dólares entre as década de 1970 e 1980. Os empréstimos do Jornal do Brasil nunca foram pagos.
Apesar de receber ajuda do governo através do Programa de Estímulo à Reestruturação e ao Fortalecimento do Sistema Financeiro Nacional (Proer), acabou sofrendo intervenção bem no início de 1995.
Foi tentada a formação de um grupo de empresas baianas como Ultra, Odebrecht (atual Novonor) e Mariani para salvar o banco. O governador do estado Paulo Souto e o senador Antonio Carlos Magalhães aventaram ajuda do Banco do Estado da Bahia. Falhadas essas tentativas, em agosto o banco foi fechado assim como suas 276 agências. O banco tinha mais de nove mil funcionários e novecentos mil clientes.
Os técnicos do Banco Central do Brasil sustentaram ter encontrado indícios de maquiagem no balanço contábil do Banco Econômico, assim como desvio de recursos da instituição para outras empresas dos controladores.

### Liquidação e venda
Parte do banco foi então incorporada pelo Banco Excel, que passou a se chamar Banco Excel-Econômico. Posteriormente, em agosto de 1998, o conjunto foi incorporado pelo Banco Bilbao Vizcaya Argentaria e, em 2003, ao Bradesco. Seu ex-controlador, Ângelo Calmon de Sá, foi processado por gestão fraudulenta.
Em setembro de 2021, o BNDES e o FGC (Fundo Garantidor de Créditos) realizaram um leilão dos créditos do Banco Econômico que eles mantinham desde 1995, quando o Banco Central interveio no banco. Houve três participantes cadastrados: NPL Brasil, FIDC NP Atlântico e o Alternative Asset 1, mas só este último, fundo administrado pelo BTG, fez lance, vencendo pelo valor mínimo, de R$ 937,750 milhões.
Segundo o BTG Pactual, a finalização do processo de aquisição estava condicionada a algumas situações. Entre elas, o fim do regime de liquidação extrajudicial do Econômico, que seria possibilitada pela liquidação dos passivos financeiros, além das aprovações regulatórias. Em outubro de 2022, foi verificado o cumprimento de todas as respectivas condições precedentes, dessa forma concluindo o processo de aquisição do controle acionário do Banco Econômico, que passa a se chamar Banco BESA.